# ۸۰۳ (میلادی)
۸۰۳ (میلادی) هشتصد  و سومین سال تقویم میلادی است.

## درگذشتگان
‎